# 山本智朗
山本 智朗（やまもと　ともあき）は、日本の放射線治療の研究者、杏林大学教授。学位は、修士（理学）、博士（医学）。
千葉大学医学部附属診療放射線技師学校卒、東京理科大学卒、金沢大学大学院修了、帝京大学医学部附属市原病院、昭和大学藤が丘病院、国際医療福祉大学大学院教授を経て現職。

## 研究課題
- 核医学検査技術学・放射性同位元素内服治療学
- 核医学画像再構成・処理・解析
- 放射性医薬品の体内動態解析

## 研究指導テーマ
- 核医学関連（検査技術学・治療技術学）

## 研究業績
- 放射線技術学総論（分筆）；日本核医学技術学会編
- 核医学における臨床技術（分筆）；日本放射線技術学会編
- Hellenic Journal of Nuclear Medicine, 12(3), 229-233, 2009
- Journal of Radiological Science and Technology, 31(4), 389-399, 2008